# North American F-86D Sabre
North American F-86D Sabre (đôi khi gọi là "Sabre Dog" hoặc "Dog Sabre") là một loại máy bay tiêm kích đánh chặn mọi thời thiết. Được thiết kế dựa trên loại tiêm kích ngày F-86 Sabre, F-86D có chung 25% thiết kế với các biến thể Sabre khác.

## Biến thể

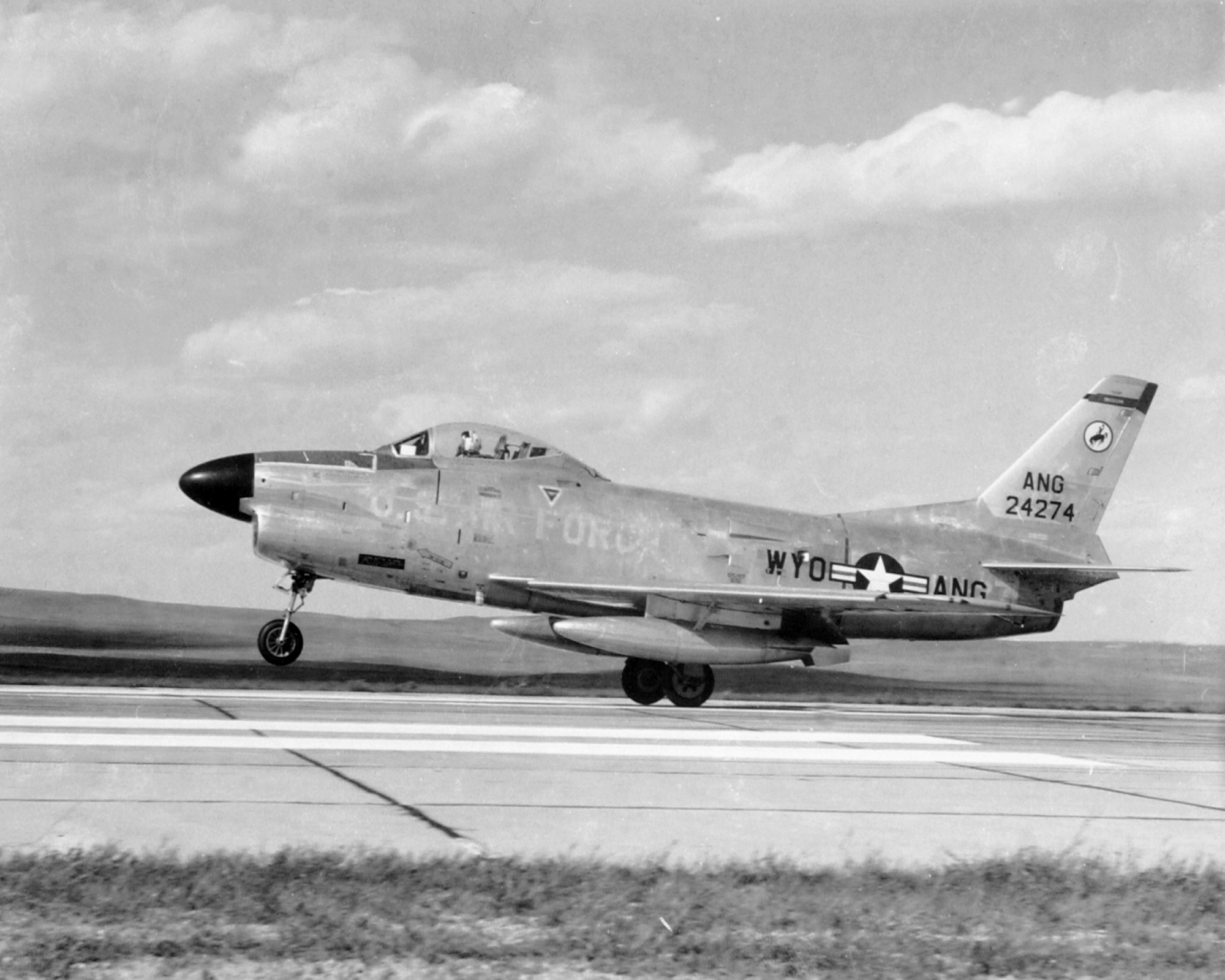
F-86L thuộc Không quân Vệ binh quốc gia Wyoming cuối thập niên 1950.

YF-95A
YF-86D
F-86D
F-86G
YF-86K
F-86K
F-86L

## Quốc gia sử dụng
Nguồn: Dorr
 Đan Mạch
- Không quân Hoàng gia Đan Mạch

 Pháp
- Không quân Pháp

 Đức
- Luftwaffe

 Hy Lạp
- Biên phòng Hy Lạp

 Honduras
- Không quân Honduran

 Ý
- Không quân Italy

 Nhật Bản

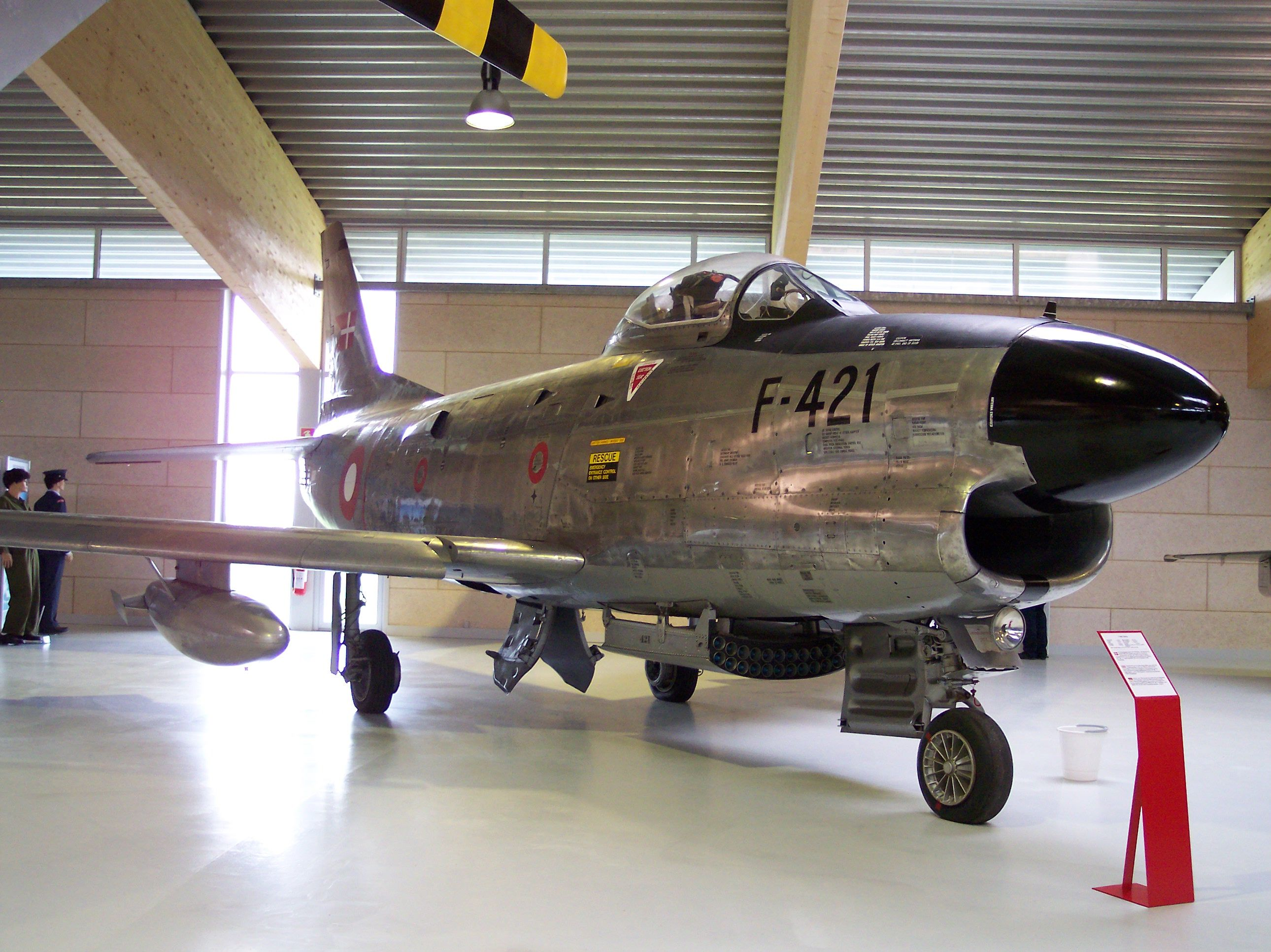
North American F-86D Sabre của Đan Mạch

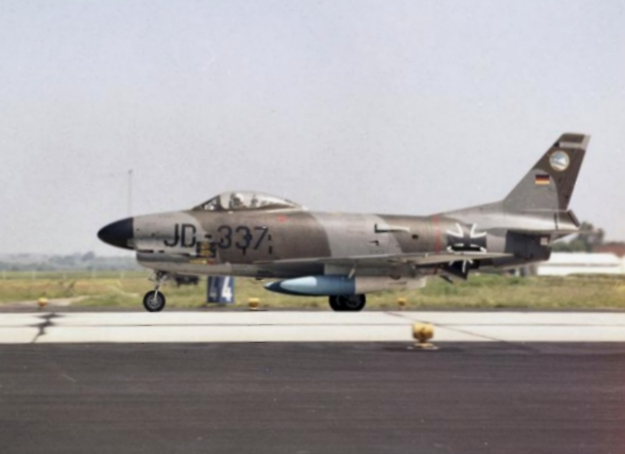
F-86K của Luftwaffe năm 1965.

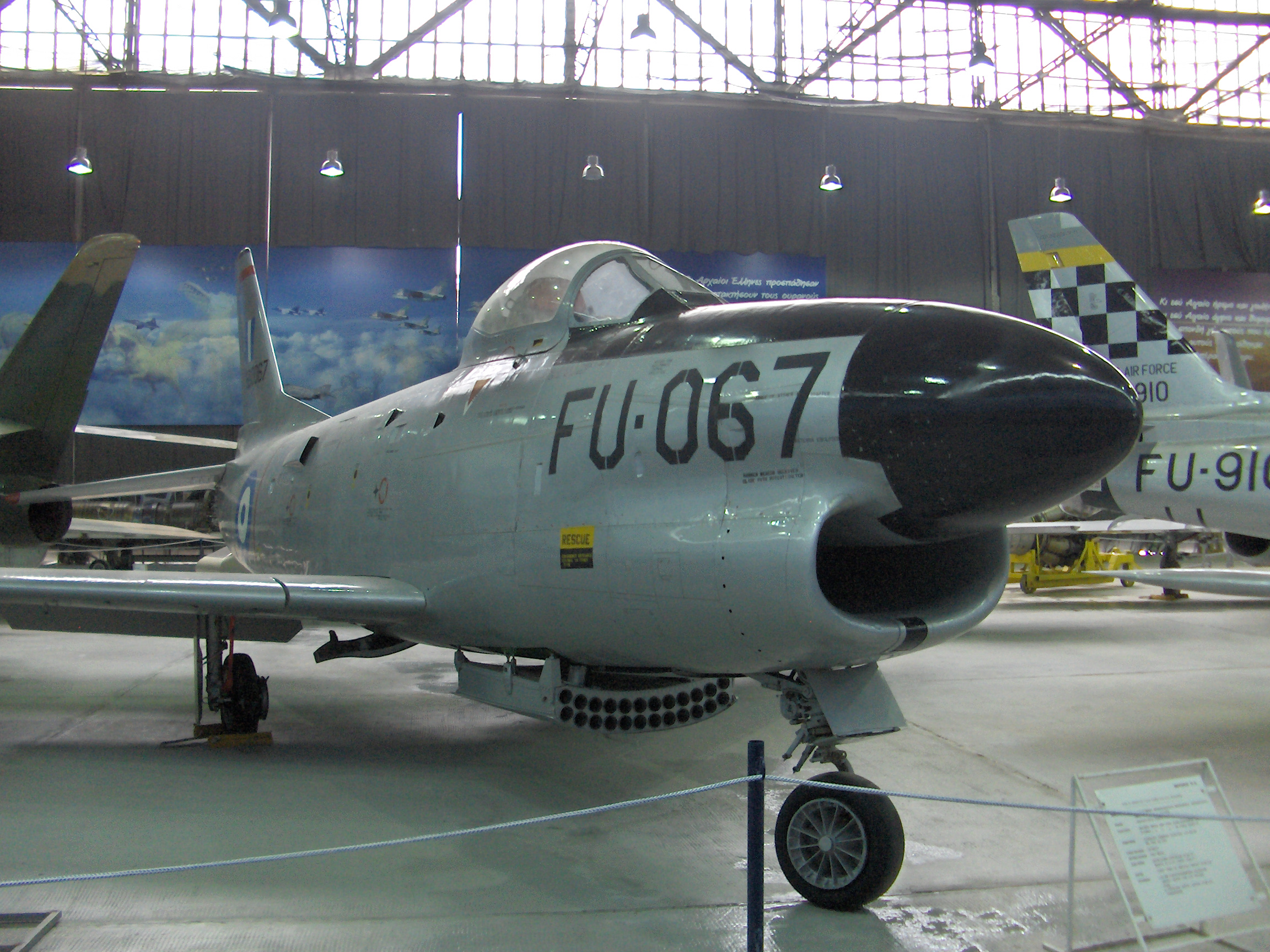
North American F-86D Sabre Dog trưng bày tại bảo tàng không quân Hy Lạp tại Dekelia (Tatoi), Athens.

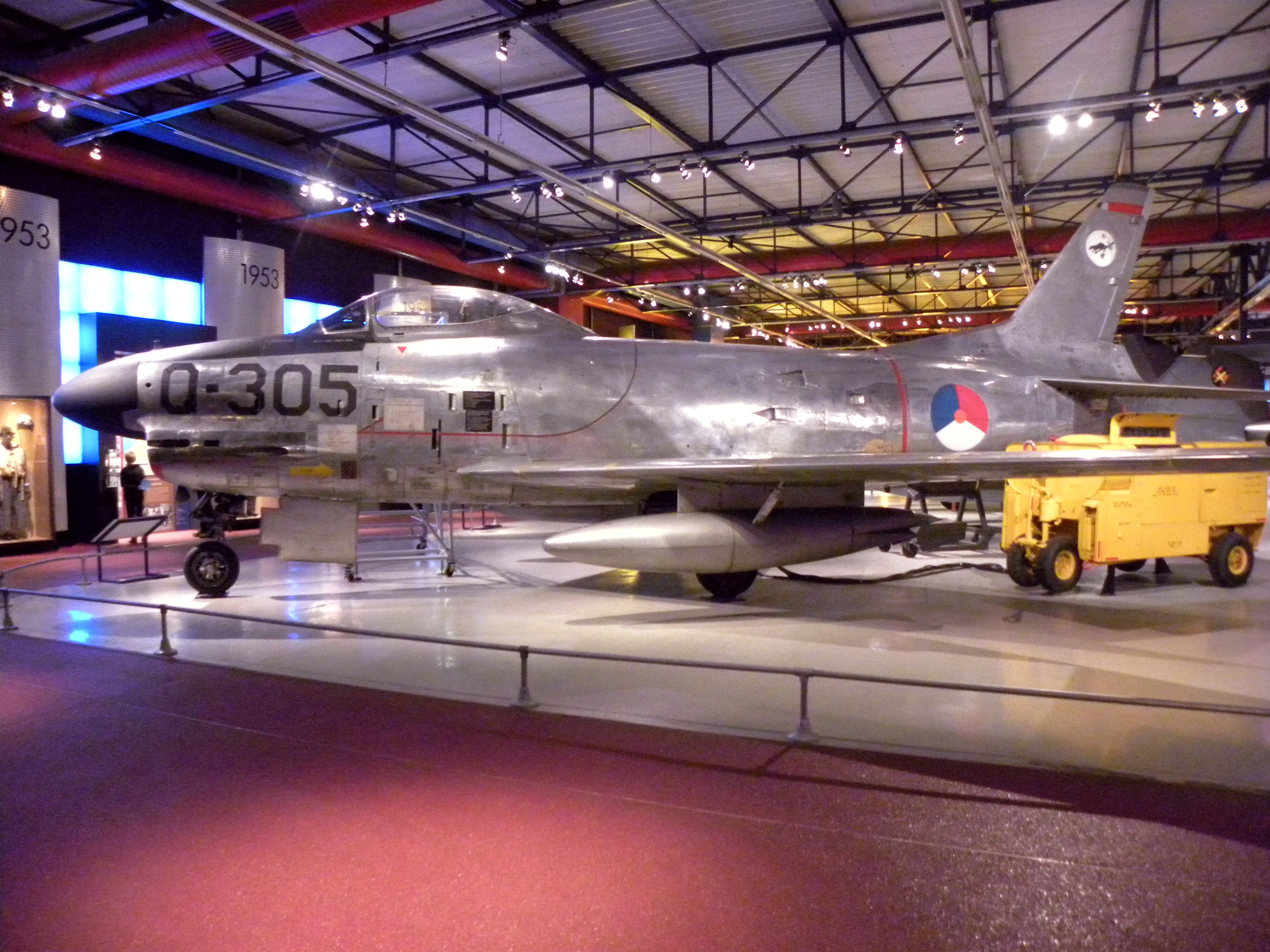
North American F-86K của Hà Lan

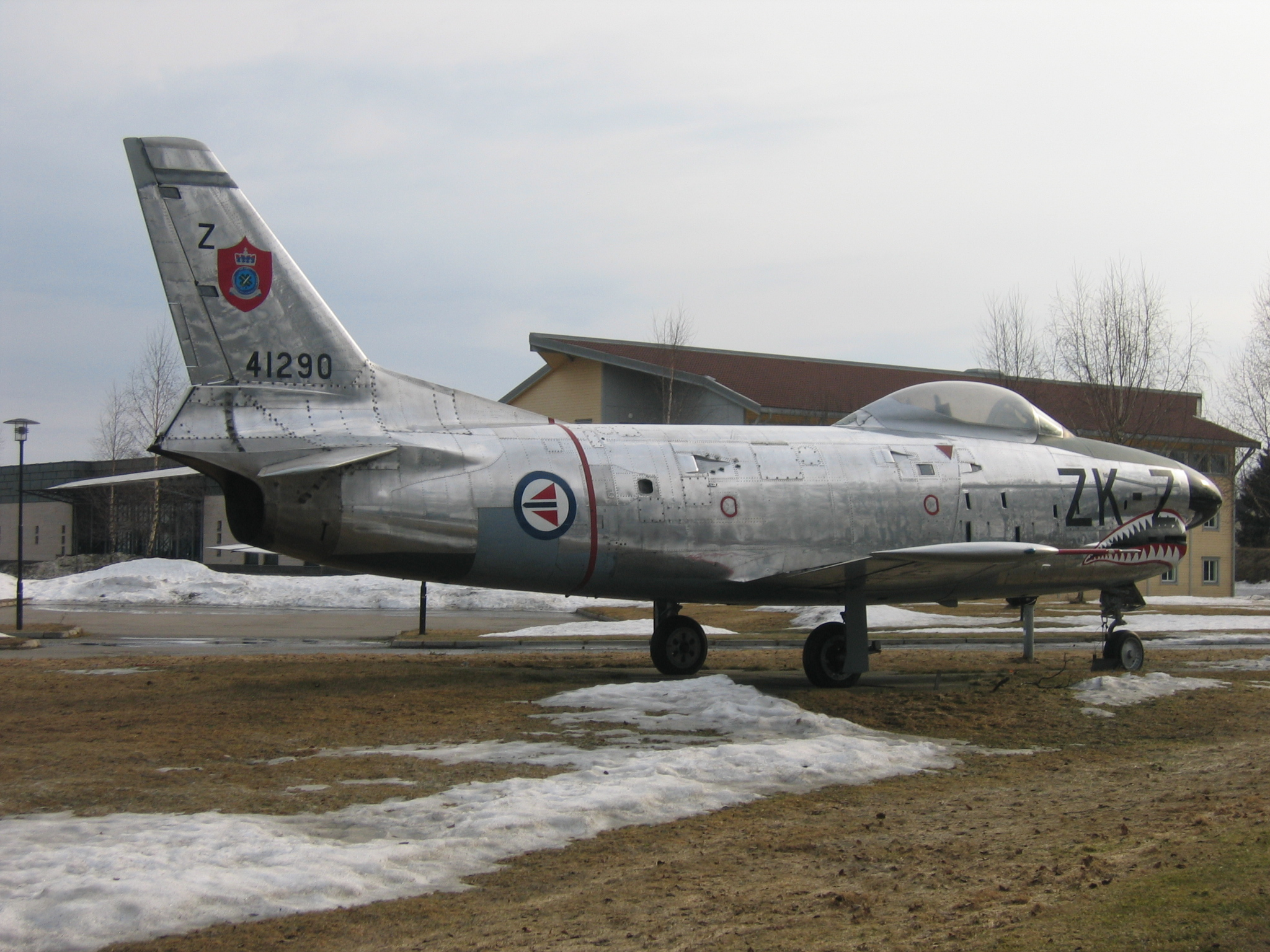
North American F-86K của Na Uy.

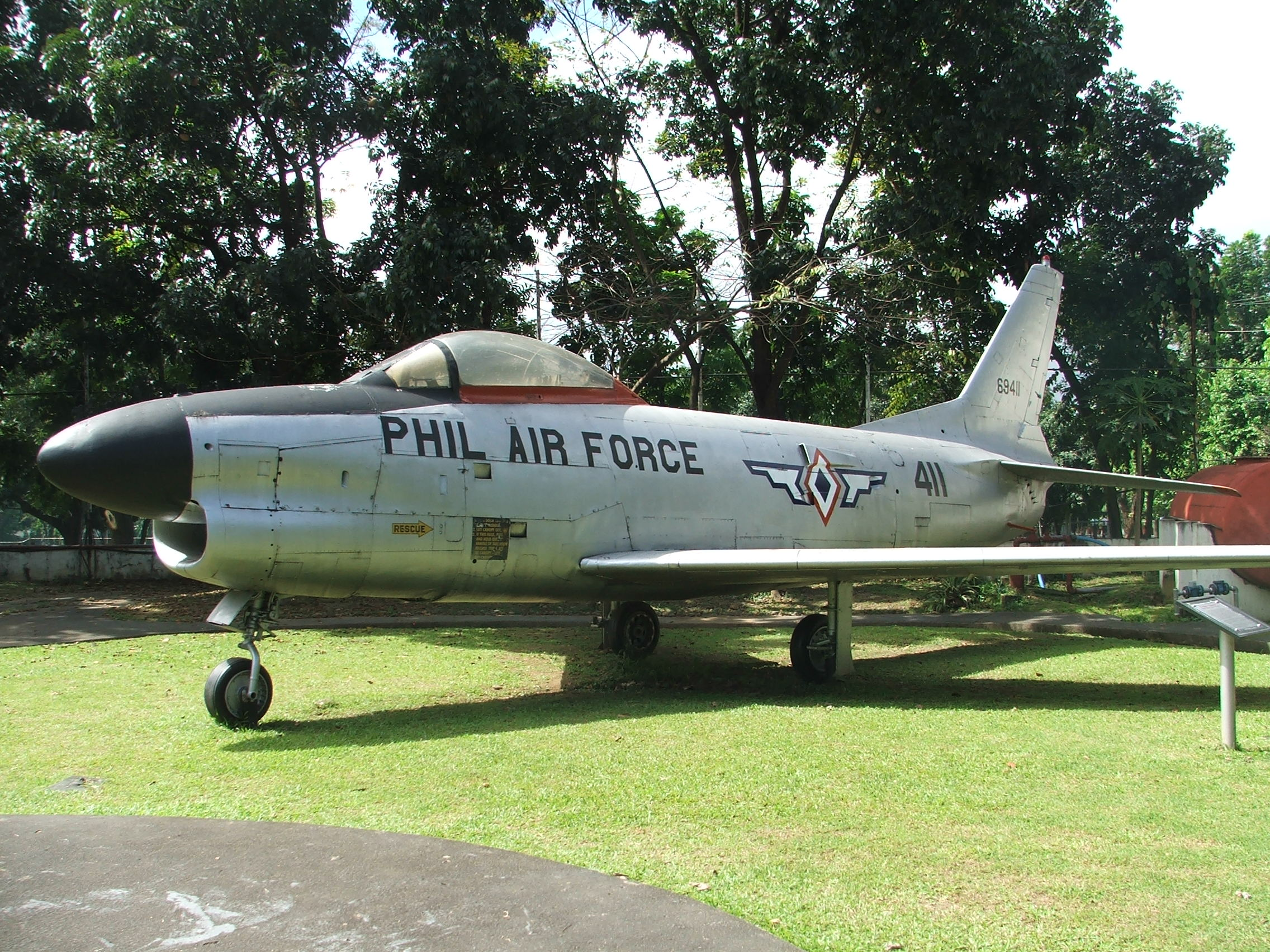
F-86D của không quân Philippine.

- Lực lượng phòng vệ trên không Nhật Bản

 Hà Lan
- Không quân Hoàng gia Hà Lan (Koninklijke Luchtmacht) (KLu)

 Na Uy
- Không quân Hoàng gia Na Uy

 Philippines
- Không quân Philippine

 Hàn Quốc
- Không quân Hàn Quốc

 Đài Loan
- Không quân Cộng hòa Trung Hoa

 Thổ Nhĩ Kỳ
- Không quân Thổ Nhĩ Kỳ

 Thái Lan
- Không quân Hoàng gia Thái Lan

 Hoa Kỳ
- Không quân Hoa Kỳ

 Venezuela
- Không quân Venezuela

 Nam Tư
- Không quân SFR Nam Tư

## Tính năng kỹ chiến thuật (F-86D-40-NA)

North American F-86K Sabre.

Dữ liệu lấy từ Combat Aircraft since 1945, The American Fighter 
Đặc điểm tổng quát
- Kíp lái: 1
- Chiều dài: 40 ft 3 in (12.27 m)
- Sải cánh: 37 ft 1.5 in (11.31 m)
- Chiều cao: 15 ft  in (4.57 m)
- Trọng lượng rỗng: 13.518 lb (6.132 kg)
- Trọng lượng có tải: 19.975 lb (9.060 kg)
- Động cơ: 1 × General Electric J47-GE-17B, 5.425 lbf (24,1 kN)thô, 7.500 lbf (33,4 kN) có đốt tăng lực

Hiệu suất bay
- Vận tốc cực đại: 693 mph (1.115 km/h)
- Tầm bay: 330 dặm (531 km)
- Trần bay: 49.750 ft (15.163 m)
- Vận tốc lên cao: 12.150 ft/min (61,7 m/s)

Vũ khí trang bị
- 24 × rocket 2.75 in (70 mm) Mighty Mouse FFAR